# Joaquim José de Santana

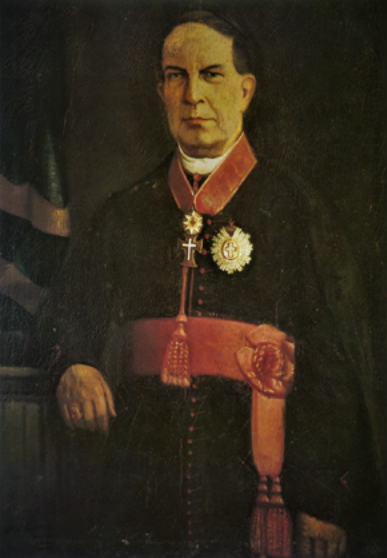
O Cônego Joaquim José de Santana, em pintura de 1881 (Museu da Inconfidência)

Joaquim José de Santana (1800 — 1879) foi um político brasileiro.
Foi nomeado 2º vice-presidente da província de Minas Gerais, por carta imperial de 26 de fevereiro de 1866, tendo assumido a presidência interinamente por cinco vezes, de 24 de março de 1866 a 18 de outubro de 1866, 8 de novembro de 1878 a 5 de janeiro de 1879, de 26 de dezembro de 1879 a 22 de janeiro de 1880, de 24 de abril a 30 de dezembro de 1880, e de 12 de dezembro de 1881 a 31 de março de 1882.